# Ben-Hur (film, 2016)
Ben-Hur är en amerikansk-italiensk historisk dramafilm från 2016, som är den femte filmen baserad på Lew Wallaces roman Ben Hur: en berättelse från Kristi tid, från 1880. Den är regisserad av Timur Bekmambetov, samt skriven av Keith R. Clarke och John Ridley. I huvudrollen syns Jack Huston, tillsammans med bland andra Toby Kebbell, Rodrigo Santoro, Nazanin Boniadi, Ayelet Zurer, och Morgan Freeman.
Ben-Hur premiärvisades för första gången i Mexico City, den 9 augusti 2016, och hade sedan därefter biopremiär i USA den 19 augusti. Den fick generellt dåliga/negativa recensioner, och tjänade ihop 94 miljoner dollar mot dess tidigare satta budget på 100 miljoner dollar.
Filmen hade biopremiär i Sverige, av AB Svensk Filmindustri, den 2 september 2016.

## Handling
Filmens handling kretsar kring den judiske adelsmannen Judah Ben-Hur, som tar ansvaret för ett mordförsök på den nya romerska ståthållaren Pontius Pilatus, utfört av en judisk selot, som tidigare har haft en fristad i Ben-Hurs hem. Ben-Hurs barndomsvän och adoptivbror Messala som har blivit officer i den romerska armén, vänder honom ryggen, samtidigt som han tvingas lämna sin familj för att bli galärslav. Fem år senare inträffar ett skeppsbrott, vilket gör att Ben-Hur äntligen kan bli fri, och kan återvända hem till Jerusalem.

## Rollista
| Jack Huston        | – Judah Ben-Hur   |
| Toby Kebbell       | – Messala         |
| Morgan Freeman     | – Sheikh Ilderim  |
| Nazanin Boniadi    | – Esther          |
| Rodrigo Santoro    | – Jesus           |
| Sofia Black-D'Elia | – Tirzah          |
| Ayelet Zurer       | – Naomi           |
| Haluk Bilginer     | – Simonides       |
| Moisés Arias       | – Dismas          |
| Pilou Asbæk        | – Pontius Pilatus |
| Marwan Kenzari     | – Druses          |
| James Cosmo        | – Quintus Arrius  |